# Décret sur la paix

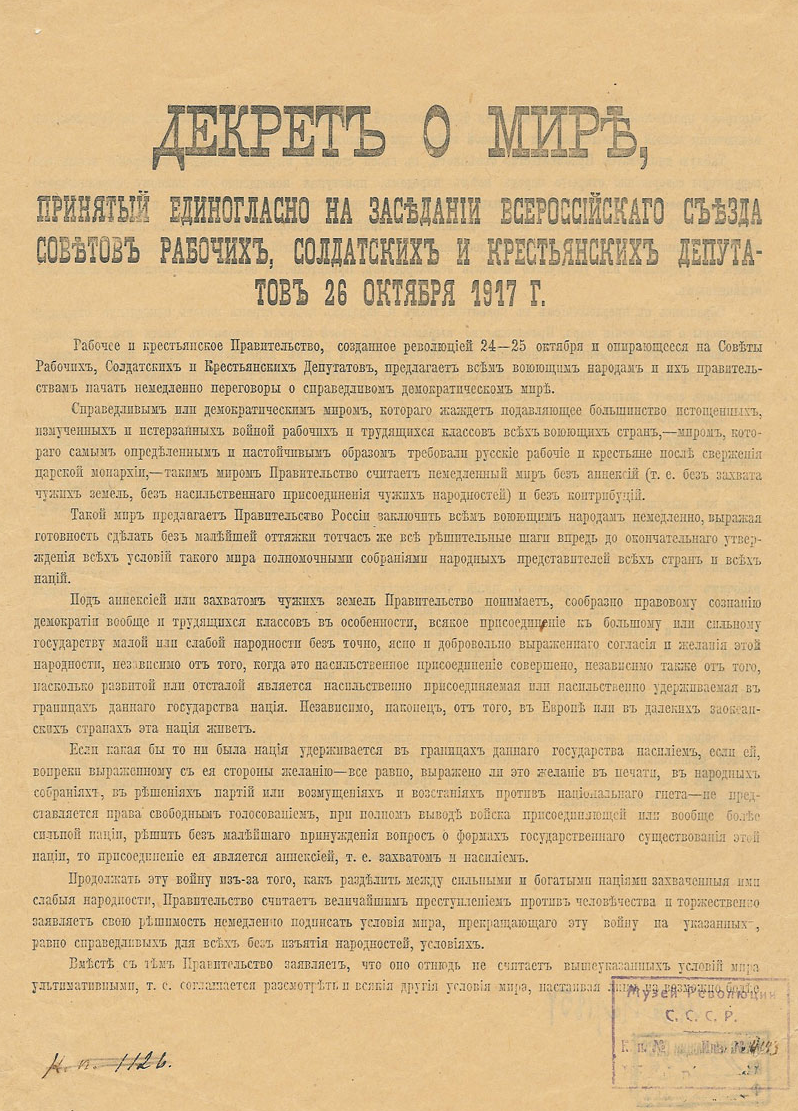
Première page du Décret sur la paix.

Le décret sur la paix est le premier décret du nouveau pouvoir bolchévique lors de la révolution d'Octobre. Rédigé par Lénine, le décret est adopté à l'unanimité  par le Congrès des Soviets dès le 26 octobre 1917 (8 novembre dans le calendrier grégorien),  après le renversement du Gouvernement provisoire russe .

## Contexte
Pour un article plus général, voir Traité de Brest-Litovsk.

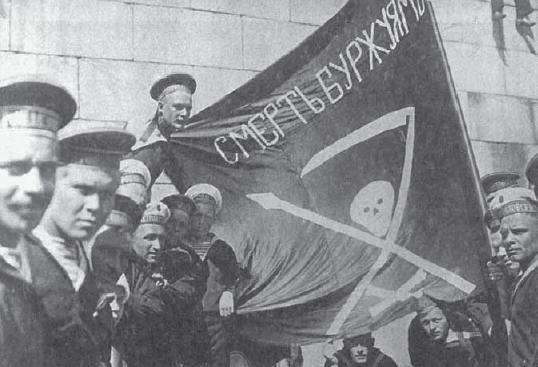
Marins révolutionnaires de la flotte russe durant l’été 1917.

La révolution russe laisse apparaître la lassitude des populations russes face à la guerre, le désir de paix est omniprésent dans le pays. Dès leur arrivée au pouvoir, les Soviets ratifient un décret de paix le 26 octobre 1917 et Léon Trotski propose une paix générale. Les bolcheviks veulent une « paix sans annexion ni indemnité ». Les négociations commencent le 22 décembre 1917, alors que l'Empire allemand contrôle une grande partie de l'Ouest de la Russie. 
Les relations diplomatiques entre les deux régimes se détériorent lorsque l'Allemagne signe une paix avec la République populaire ukrainienne, qui a fait sécession de la Russie, le 9 février 1918. 
Les combats reprennent après la fin de la durée de l'armistice de deux mois, fixée à compter du 15 décembre 1917, à la mi-février 1918. Ne voulant pas perdre le bénéfice de la révolution d'Octobre, les Russes signent alors, dans un rapport de force où ils sont très affaiblis, une paix séparée le 3 mars 1918, à Brest-Litovsket renoncent à de nombreux territoires. Ainsi est mis un terme à la guerre sur le front de l'Est  et l'Allemagne peut se consacrer à prévoir une série d'offensives en France. 
En 1918, la lassitude et l'épuisement des populations européennes sont criantes. Les grèves ouvrières des années précédentes prennent davantage d'ampleur. Du 14 au 20 janvier 1918, un grand mouvement de grève s'étend en Autriche-Hongrie, pays au « bord du gouffre ». Des émeutes éclatent un peu partout dans la monarchie. L'Allemagne est touchée par les grèves d'ouvriers dès le 28 janvier et la France, ce sera au mois de mai. On compte 500 000 ouvriers allemands en grève.

## Extraits du décret
- « La paix juste ou démocratique, dont a soif l'écrasante majorité des classes ouvrières et laborieuses, épuisées, harassées, martyrisées par la guerre, dans tous les pays belligérants - la paix qu'exigent de la façon la plus résolue et la plus instante les ouvriers et les paysans russes depuis le renversement de la monarchie tsariste, - cette paix, le gouvernement, estime qu'elle ne peut être qu'une paix immédiate, sans annexions (c'est-à-dire sans mainmise sur les terres étrangères, sans rattachement par la force de nationalités étrangères) et sans contributions de guerre. »
- « Le gouvernement abolit la diplomatie secrète et exprime de son côté la ferme intention de mener les pourparlers en pleine franchise, devant le peuple entier ; il procède immédiatement à la publication complète des traités secrets ratifiés ou conclus par le gouvernement des propriétaires fonciers et des capitalistes depuis février jusqu'au 23 octobre 1917. Ces traités, dans la mesure où ils visent, comme cela s'est produit dans la majorité des cas, à l'obtention de profits et de privilèges par les propriétaires fonciers et les capitalistes russes, au maintien ou à l'accroissement des annexions des Grands-Russes, sont annules immédiatement et sans condition par le gouvernement. »
- « Le gouvernement propose à tous les gouvernements et aux peuples de tous les pays belligérants de conclure immédiatement un armistice, considérant pour sa part comme désirable que cet armistice soit conclu pour 3 mois au moins, c'est-à-dire pour une durée au cours de laquelle serait possible la conclusion définitive des pourparlers de paix avec la participation des représentants de tous les peuples et de toutes les nations sans exception, qui ont pris part à la guerre ou qui ont été forcés d'y prendre part, aussi bien que la convocation d'assemblées investies des pleins pouvoirs, formées des représentants désignés par les peuples de tous les pays, en vue d'une ratification définitive des conditions de paix. »